# Girella tricuspidata
Girella tricuspidata és una espècie de peix pertanyent a la família dels kifòsids.

## Descripció
- Pot arribar a fer 71 cm de llargària màxima (normalment, en fa 35) i 4 kg de pes.[3]

## Alimentació
Menja principalment algues.

## Depredadors
A Nova Zelanda és depredat pel gall de Sant Pere (Zeus faber) i a Austràlia per delfínids.

## Hàbitat
És un peix marí i d'aigua salabrosa, bentopelàgic i de clima temperat (25°S-43°S) que viu fins als 20 m de fondària.

## Distribució geogràfica
Es troba al Pacífic occidental: el sud-est d'Austràlia (des del sud de Queensland fins a Austràlia Meridional) i Nova Zelanda.

## Ús comercial
Es comercialitza fresc.

## Observacions
És inofensiu per als humans.